# Mariam M. Mohammed
Mariam M. Mohammed oder Maryam Mohammed (* um 1947) ist eine nigerianische Diplomatin.

## Leben
Bis August 2007 war Mohammed nigerianische Hochkommissarin in Gambia, zuvor war sie Dozentin an der technischen Universität in Kaduna. Nach ihrer diplomatischen Mission in Gambia kehrte sie als Dozentin nach Kaduna zurück.

## Auszeichnungen und Ehrungen
- 2007 – Order of the Republic of The Gambia, Stufe Commander (CRG Honorary)[3]